# Sophie Noordermeer
Sophia Karina (Sophie) Noordermeer-Elzinga is een personage uit de Nederlandse dramaserie Westenwind. De rol werd van seizoen één tot seizoen zes gespeeld door actrice Inge Ipenburg.

## Levensverhaal

### Jeugd en jongvolwassenheid
Sophie is een creatieve en zorgzame vrouw. Al op jonge leeftijd krijgt ze een relatie met Max, de zoon van een scheepsmagnaat. De twee zijn verliefder dan ooit, maar krijgen nogal wat tegenwerking van Maxs moeder Emma. Emma vindt dat Sophie niet geschikt is voor haar zoon, omdat zij zwak zou zijn. Ondanks de afkeuring van moeders treden Max en Sophie in het huwelijk en niet veel later wordt zoon Anton geboren. Na Anton heeft Sophie moeite om nog een keer zwanger te raken.
Wanneer Myrna Noordermeer bij een brand om het leven komt, besluit Emma dat haar kinderen ondergebracht moeten worden bij Max en Sophie, die samen met Anton een stabiel gezin vormen. Emma sluit een deal met de biologische vader dat de tweeling uit elkaar wordt gehaald. Sophie en Max krijgen Fleur, Raymond neemt haar tweelingzuster Iris mee.

### Overspel
Sophie heeft moeite om te accepteren dat haar taak als moeder er op zit. De kinderen kunnen op eigen benen staan. Door alle vrije tijd ziet Sophie het leven niet meer zitten. Sophie is woest als ze op een avond wordt lastiggevallen door ene Keela Bangor, die beweert een zoon van Max gebaard te hebben. Ondanks dat Max het verhaal van de tafel veegt, neemt Sophie een beslissing. Sophie neemt haar intrek in een bungalowwoning bij de manege. Max probeert het tevergeefs goed te maken met zijn vrouw. Op de manege leert Sophie Victor Wijndels kennen. Victor is werkzaam op de manege. Sophie en Victor spreken een aantal keer met elkaar af. Victor begrijpt niets van Sophie als ze hem wegduwt wanneer hij haar kust. Niet veel later biedt Sophie haar excuses aan. Sophie zegt dat ze Max niet kan bedriegen.
Uiteindelijk komt de aap toch uit de mouw, Anton blijkt de biologische vader van Junior te zijn. Maxs secretaresse Marleen Snoey, die geobsedeerd was door Max, heeft Keela na Nederland gehaald om te stoken in het huwelijk van Max en Sophie. Marleen wordt ontslagen.

### Junior
Sophie verlaat het bungalowpark en komt weer naar huis toe. Ze is dolblij dat Keela en junior bij hun intrekken. Keela merkt dat Sophie wel erg druk is met junior. Sophie wil dat Anton zijn verantwoordelijkheden neemt; hij moet trouwen om vast te leggen dat Junior zijn kind is. Met tegenzin geeft Anton zijn jawoord. Keela hoopt op een relatie, maar dat zit er niet zin. Na een tijdje besluit Keela dat ze teruggaat naar haar eigen land. Sophie heeft er wel moeite mee om afscheid te nemen van Junior.

### Fleur
Als het ene probleem lijkt opgelost, dient het volgende zich alweer aan. Emma wil dat Fleur weet wie haar biologische moeder is. Sophie is hier op tegen, maar Emma is vastberaden om haar de waarheid te vertellen. Omdat Emma zo aandringt, besluit Sophie Fleur de waarheid te vertellen. Fleur neemt het haar ouders heel erg kwalijk dat ze haar jarenlang hebben voorgelogen. Sophie biedt meerdere malen haar welgemeende excuses aan. Fleur kan het haar ouders uiteindelijk vergeven. Ze brengt veel tijd door met grootmoeder Emma, die veel over Myrna kan vertellen.

### Stalken
Max heeft Marleen niet aangegeven op voorwaarde dat zij psychische hulp zou gaan zoeken. Marleen is echter geheel doorgedraaid en wil nog maar één ding; een leven met Max. Sophie is bang wanneer ze Marleen op de vreemdste plaatsen tegenkomt. Wanneer iemand anders echter kijkt, is ze weer verdwenen. Max besluit maatregelen te nemen om zijn gezin te beschermen. Hij huurt John Bijlsma in om Sophie te beschermen. De telefoontjes van Marleen worden steeds erger, maar Sophie voelt zich vertrouwd bij hem. Wanneer Sophie zich doucht en John de wacht houdt, komt Marleen met een mes binnen. Zonder dat hij het opmerkt, steekt Marleen John neer. John schreeuwt eenmalig. Sophie gaat doodsbenauwd naar beneden en wordt aangevallen door Marleen. Marleen wil Sophie met een mes neersteken, maar wordt zelf neergestoken door Sophie. Sophie is opgelucht dat Marleen nu geen bedreiging meer kan vormen. Marleen wordt opgenomen in een inrichting.

### Creativiteit
Robbert Tijnnagel wil graag als onderaannemer van Noordermeer dienen en doet Max een interessant voorstel. Max maakt een afspraak met Robbert; als hij een atelier voor zijn vrouw bouwt, zal Max hem vaak voordragen als onderaannemer. Sophie is dolgelukkig als Max haar vertelt dat ze haar eigen atelier krijgt, maar weet niet dat het eigenlijk een zakelijke deal is. Wanneer het atelier wordt opgeleverd, gaat Sophie flink aan de slag. Ze regelt diverse mannen die naakt willen poseren. Op een expositie ontmoet Sophie Borkus Koetsier, die net als zij ook erg geïnteresseerd is in kunst. Borkus en Sophie spreken af om ervaringen met elkaar te delen. Zonder dat ze het in de gaten hebben gaan ze gevoelens voor elkaar koesteren. Sophie krijgt een affaire met Borkus. Wanneer Sophie ontdekt dat haar atelier onderdeel is van een zakendeal, gaat ze nog verder met Borkus. Borkus blijkt er echter meerdere scharrels op na te houden en daar is Sophie niet van gediend. Ze breekt met hem.

### Alcoholisme
Sophie is doodongelukkig; haar man heeft haar bedrogen met Conny de Graaf, haar atelier is onderdeel van een zakendeal en Borkus heeft haar bedrogen. Anton en Fleur komen ook nauwelijks meer thuis. Het lukt Sophie niet meer om iets op papier te krijgen. Wanneer ze alcohol drinkt, lijkt het beter te gaan. Sophie gaat de alcohol gebruiken om creativiteit op te wekken. Op een gegeven moment is ze elke dag zo dronken dat ze alsnog niks meer op papier krijgt. Max begint te ontdekken dat zijn vrouw zoveel drinkt en neemt maatregelen. Al de alcohol wordt uit het huis weggehaald, maar Sophie komt desondanks toch nog aan drank. Op een ochtend ontdekt Max dat Sophie het bed al uit is. Sophie heeft haar tas in een kroeg laten staan. Wanneer Max belt, krijgt hij de kroegbazin aan de lijn. Max gaat diverse kroegjes af en vindt haar uiteindelijk op straat. Een beschonken Sophie steekt de weg over wanneer ze Max ziet. Sophie wordt aangereden door een vuilniswagen. In het ziekenhuis aangekomen blijkt dat bij Sophie diverse hersenfuncties niet naar behoren functioneren. Max is wanhopig en neemt het zichzelf kwalijk dat zijn vrouw aan de drank ging.

## Betrekkingen

### Kinderen
- Anton Noordermeer 
 (zoon, met Max Noordermeer)
- Iris Noordermeer 
 (dochter, met Max Noordermeer; overleden)
- Fleur de Graaf Noordermeer 
 (adoptiedochter, met Max Noordermeer; overleden)

### Romantiek
- Max Noordermeer 
 (gescheiden ...-2000)
- Victor Wijndels 
 (dating, 1999)
- Borkus Koetsier 
 (affaire, 1999)
- Max Noordermeer 
 (relatie, 2000-2001)
- Max Noordermeer 
 (onenightstand, 2001)
- Charlotte Noordermeer 
 (verliefdheid, 2002)
- Ilona Mulder 
 (affaire, 2002)